# Purinergní receptor
Purinergní receptor nebo purinoceptor je skupina molekul plazmatické membrány , která se nachází téměř ve všech savčích tkáních.  a je zapojena do učení a paměti, pohybu, výživy, spaní., proliferace a migrace neurálních kmenových buněk, cévní reaktivity, apoptózy a cytokinové sekrece. Některé funkce zatím nebyly dobře charakterizovány a účinek extracelulárního mikroprostředí na jejich funkci je předmětem výzkumu.
Termín purinergní receptor byl původně zaveden pro receptory umožňující relaxaci střevní hladké svaloviny jako reakce na uvolnění ATP (P2 receptory) nebo adenosinu (P1 receptory). V roce 2014  byl objeven první purinergní receptor v rostlinách, DORN1.

## Třídy purinergních receptorů
Jsou známy tři odlišné třídy purinergních receptorů.
| Jméno         | Aktivace                                         | Třída                           |
| P1 receptory  | adenosin                                         | Receptor spřažený s G proteinem |
| P2Y receptory | nukleotidy - ATP - ADP - UTP - UDP - UDP-glukózy | Receptor spřažený s G proteinem |
| P2X receptory | ATP                                              | Ionotropní receptor             |